# Pfarrkirche Wies

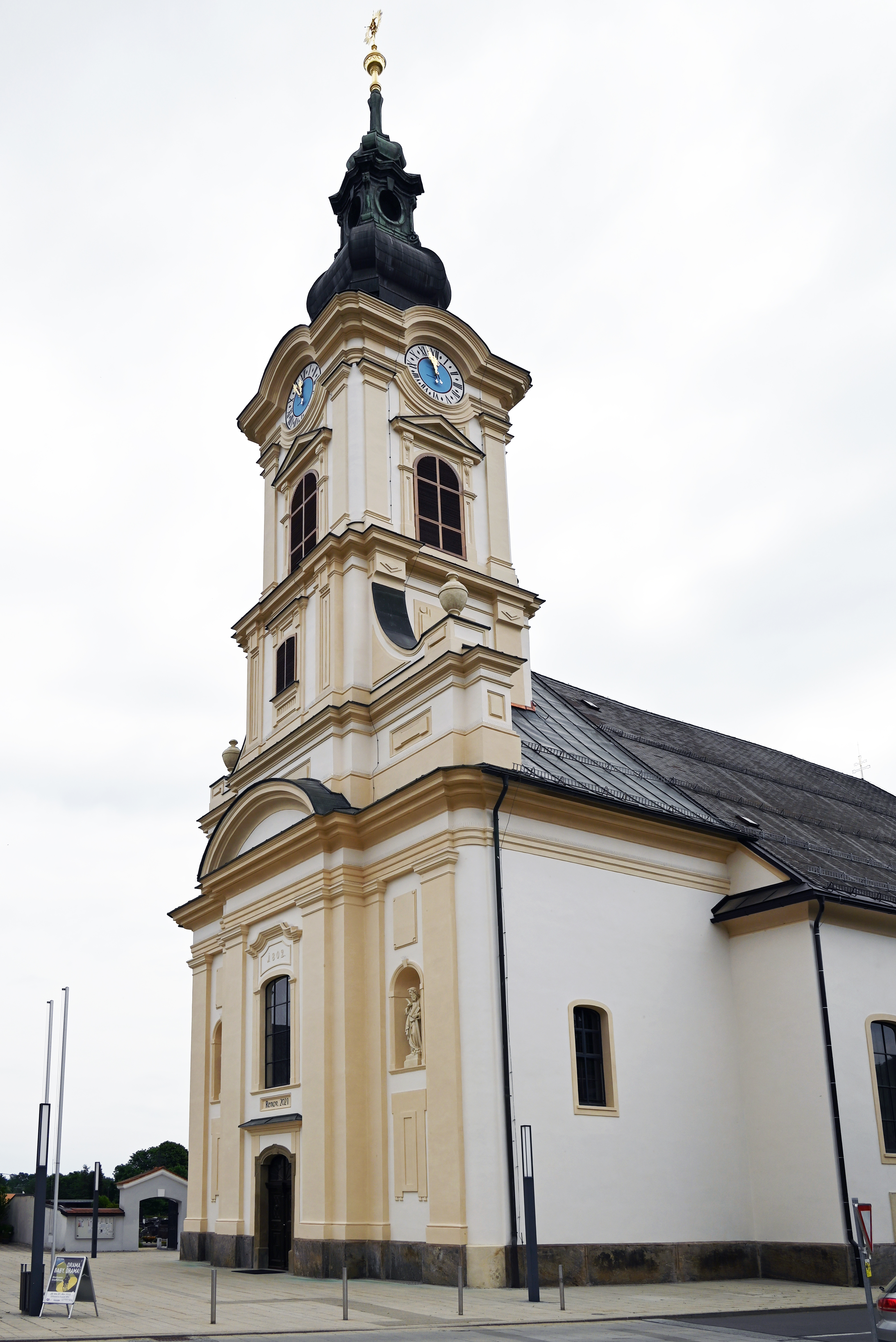
Kath. Pfarrkirche Gegeißelter Heiland in Wies 2022

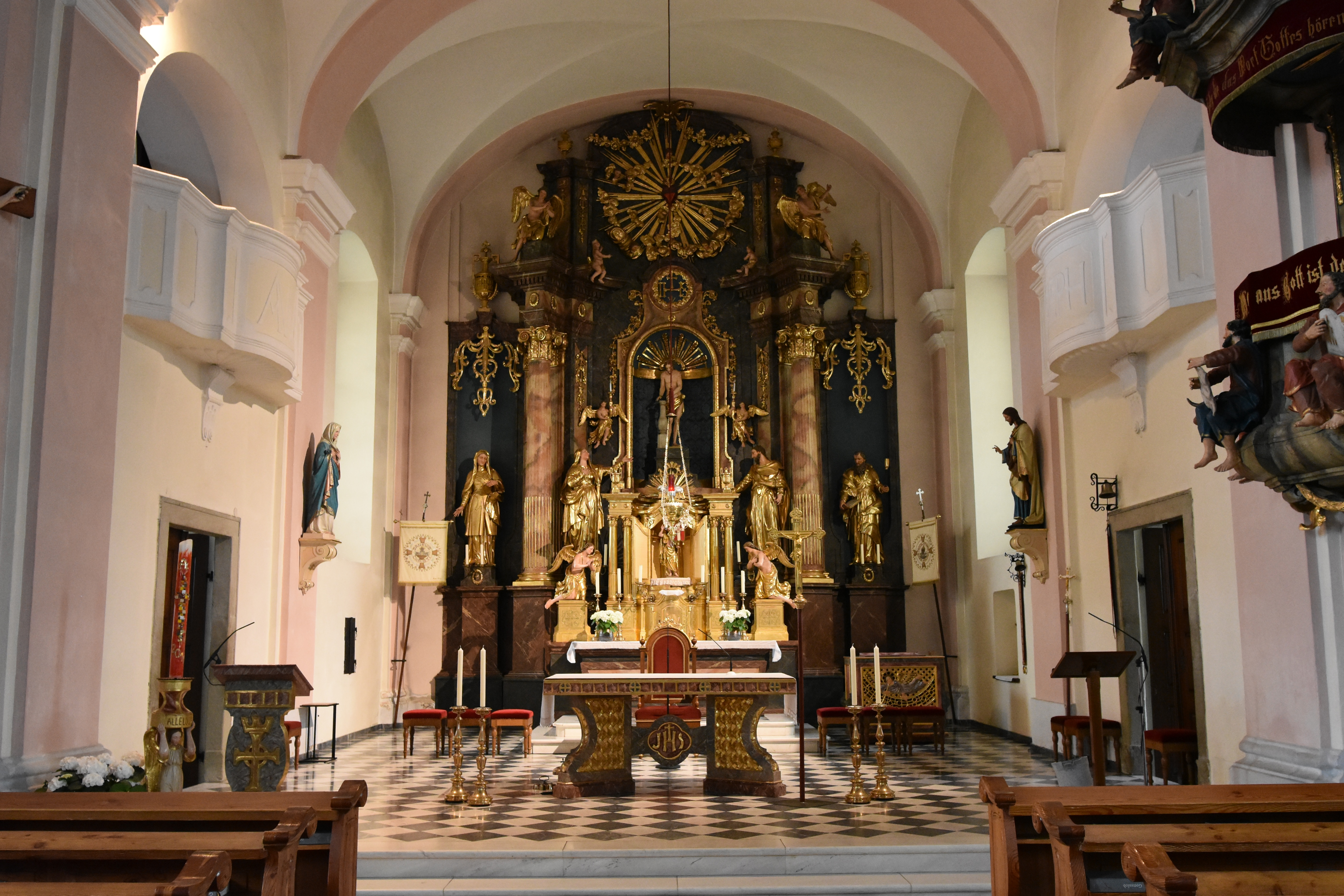
Der Altarraum der Kirche

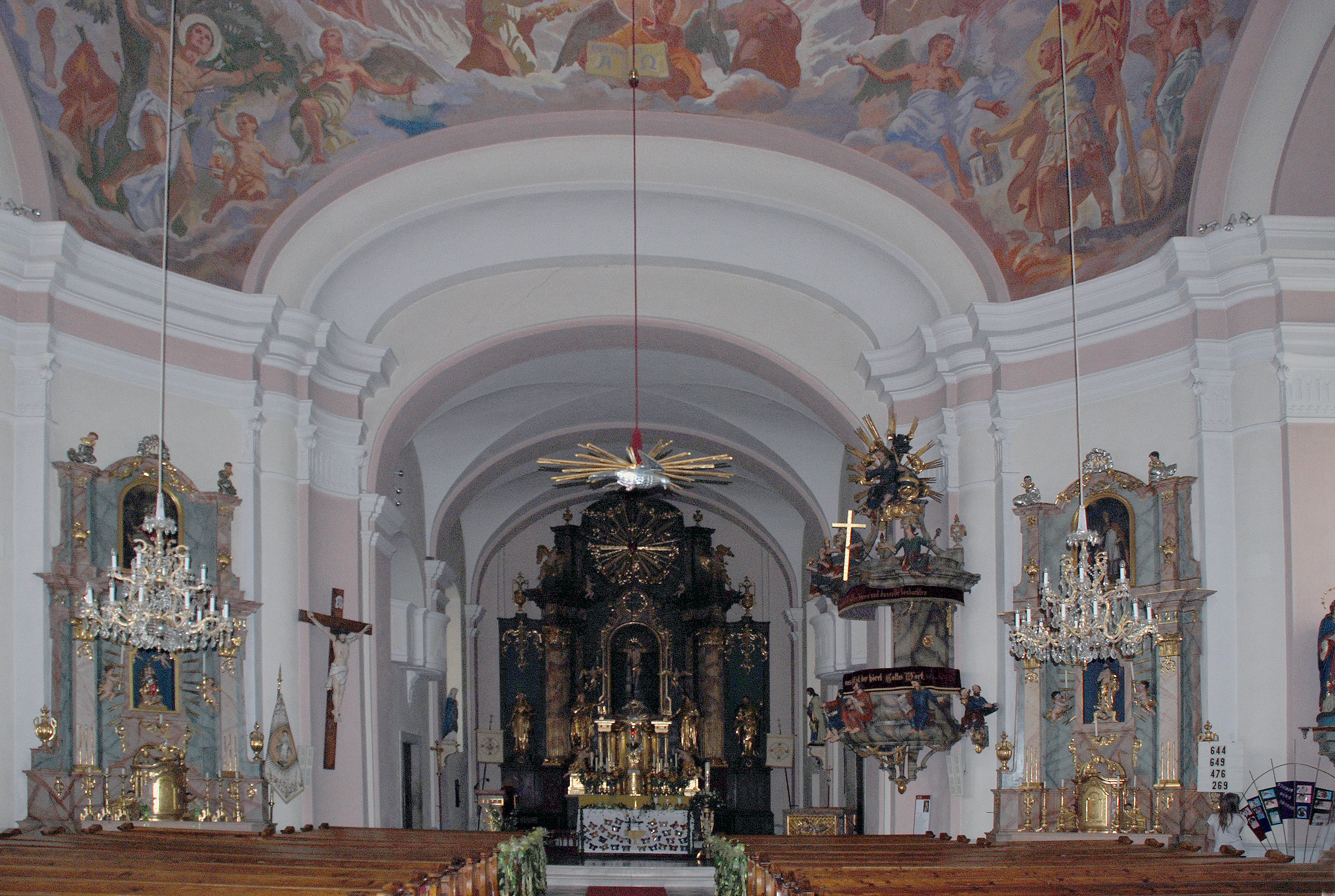
Im Langhaus zur Apsis

Die römisch-katholische Pfarrkirche Wies steht in der Marktgemeinde Wies im Bezirk Deutschlandsberg in der Steiermark. Die auf den Gegeißelten Heiland geweihte Pfarrkirche gehörte bis Ende August 2018 zum dann aufgelösten Dekanat Deutschlandsberg in der Diözese Graz-Seckau, seit Auflassung dieses Dekanates liegt sie im Seelsorgeraum Südweststeiermark. Die Kirche steht unter Denkmalschutz.

## Geschichte
1753 war eine Statue des gegeißelten Heilands auf der Wies aus Bayern geholt worden (dort kamen die Pilger in der Wieskirche zusammen). Sie wurde auf einem Altar in der Kapelle in Altenmarkt aufgestellt. In einer am 7. Oktober 1760 vom Pfarrer von Altenmarkt (heute eine Katastralgemeinde von Wies) ausgefertigten Urkunde ist festgehalten, dass dies durch Graf Georg Schrottenbach, Besitzer der örtlichen Herrschaft Burgstall, veranlasst worden war. Dieses Gnadenbild war zu dieser Zeit sehr bekannt und bei vielen Pilgern beliebt. Die Statue war in der oberbayerischen Gemeinde Steingaden gekauft worden.
Da die Verehrung des Heilands auf der Wies rasch zunahm, ließ man unter Graf Gundakar von Herberstein von 1756 bis 1757 am heutigen Standort der Kirche eine Kapelle errichten, in die die Statue feierlich übertragen wurde. Mehr als 10.000 Menschen sollen damals anwesend gewesen sein. 1766 zählte man bereits 684 Wallfahrten mit 4.800 Beichtenden. Gräfin Maria Anna von Schrottenbach erlitt in diesen Jahren einige schwere Schicksalsschläge, und der Bau einer Kirche wurde ihr ein starkes Anliegen. Sie unterstützte den Bau finanziell, der von 1774 bis 1782 dauerte. Baumeister war Johann Fuchs aus Marburg, der die Kirche in Wies im Stil des Klassizismus erbaute. Die Statue des Gegeißelten Heilands bildet das Zentrum des Altaraufbaues der Kirche. Bei ihr befinden sich Statuen der Hl. Maria, des Hl. Josef, der Hl. Anna und des Hl. Joachim.
1798 wurde die Kirche zur Pfarrkirche erhoben. Der Turm wurde von 1800 bis 1801 von Baumeister Josef Rottmayer errichtet. Die Turmbekrönung besteht, anders als bei vielen anderen Kirchen, bei denen ein Kreuz die Turmspitze bildet, aus einer Marienstatue mit Strahlenkranz und Erdkugel. Sie wurden nach einer Renovierung, bei der auch Schäden am Turmhelm und der Laterne ausgebessert wurden, am 1. Mai 2022 im Rahmen einer festlichen Maiandacht wieder angebracht. Die ursprünglichen Turmglocken fielen 1916 dem Ersten Weltkrieg zum Opfer. 
Die Kirche wurde im beginnenden 19. Jahrhundert zum Wallfahrtszentrum. Diese Wallfahrten Zum gegeißelten Heiland auf der Wies nahmen allerdings nach einer Brandkatastrophe, dem „schwarzen Sonntag“ 1850, stark ab, erholten sich nur noch sehr zögerlich und erlangten nie mehr ihre frühere Beliebtheit und Größe.
Ein weithin bekannter Pfarrer war Josef Reinisch (22. Jänner 1792 – 25. August 1868), der von 1825 bis 1868 Pfarrer in Wies war und am 17. September 1865 unter großer Anteilnahme sein 50-jähriges Priesterjubiläum feierte. Neben seiner Pfarrfunktion war er auch als Verfasser von Predigten tätig.
Ein weiterer für die Pfarre Wies über lange Zeit maßgebender Priester war der Pfarrer Franz Raggam (1935 – 17. März 2022). Er war zunächst 1958 Kaplan in Wies und kehrte 1971 zurück, um 31 Jahre lang als Pfarrer zu wirken, mit 1. September 2002 trat er in den Ruhestand. In dieser Zeit wurde, neben der umfangreichen Tätigkeit als Pfarrer und Religionslehrer, der Altarraum der Kirche neu gestaltet, und andere umfangreiche Renovierungsarbeiten fanden statt (1981/82 außen, 1990/91 innen). Vor dem Pfarrhof wurde 1983 eine Engelsgruppe aufgestellt, die Hauskapelle im Pfarrhof wurde durch Toni Hafner gestaltet. Die Jagd war das Hobby dieses Pfarrers und seine Hubertusmessen an vielen Orten beliebt. Das Wieser Pfarrfest geht ebenfalls auf ihn zurück. Franz Raggam ist in seiner Heimatpfarre St. Margarethen bei Lebring begraben.
Eine neuerliche Außenrenovierung, nach jener von 1982, erfolgte 2021.

## Architektur
Der quadratische Zentralraum hat breit abgeschrägte Ecken mit dortiger Pilastergliederung mit einem darüber angeordneten verkröpften Gesims.
Der Zentralraum hat eine mächtige Flachkuppel mit dem Fresko Ecclesia triumphans vom Maler Toni Hafner (1956). Der eingezogene niedrigere zweijochige Chor mit einem flachen Stichkappengewölbe auf Gurten hat Oratorien und einen geraden Schluss. Die Westempore hat ein flaches Platzlgewölbe.

## Ausstattung

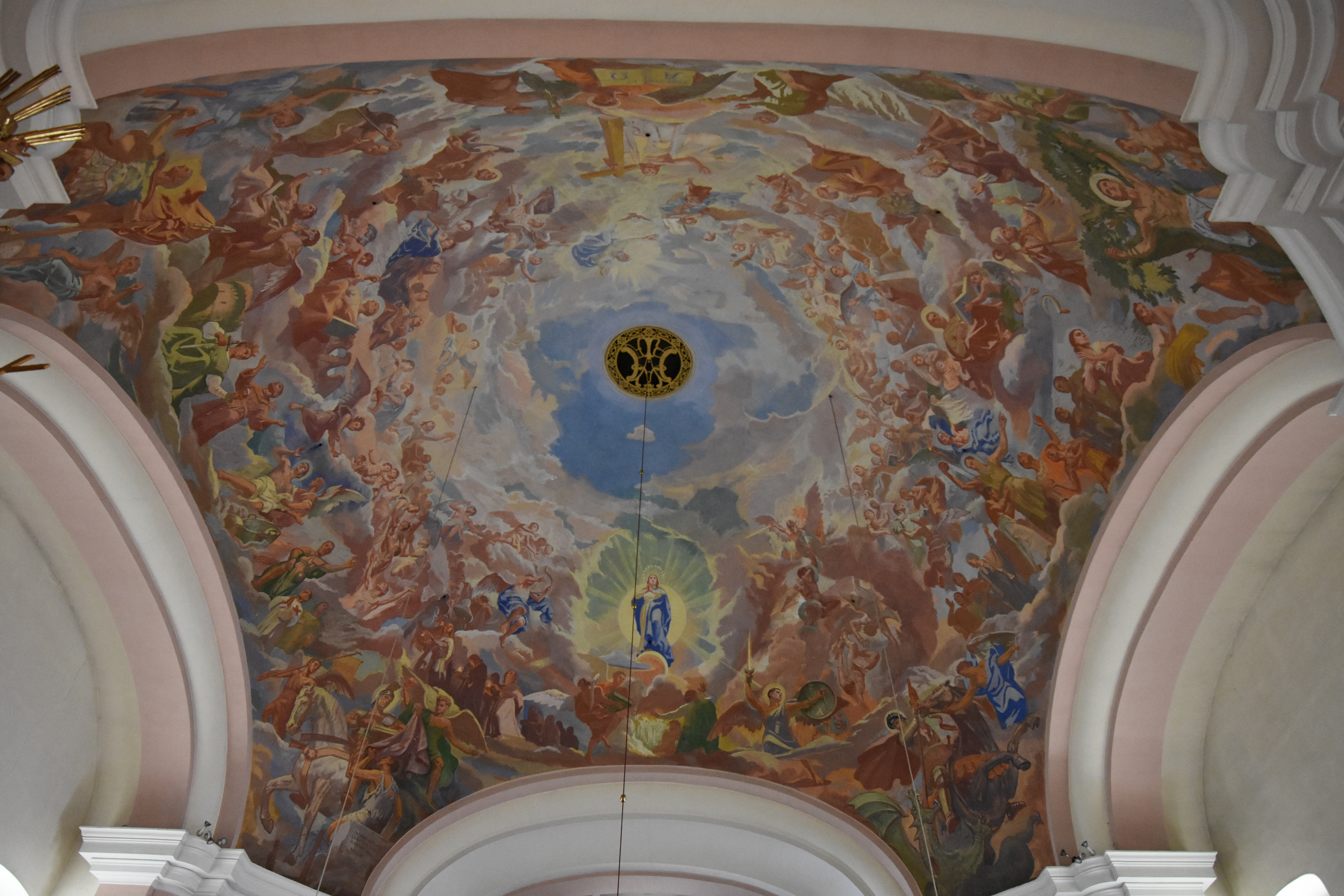
Das Deckengemälde

### Hochaltar
Der Hochaltar um 1780 trägt die Gnadenstatue aus der Mitte des 18. Jahrhunderts. Es gibt ein schmiedeeisernes Rokoko-Chorgitter aus Mahrenburg.

### Deckengemälde
Das 400 m² große Deckengemälde der Pfarrkirche mit dem Thema des Te Deums von Anton Bruckner gilt als eines der Hauptwerke des weststeirischen Künstlers Anton Hafner (1912–2012). Das Bild stellt die triumphierende Kirche als himmlisches Jerusalem dar. Es wurde 1956 geschaffen. Die Kirche wurde 2012 mit 19.912 Stimmen zum „Baujuwel der Steiermark“ gewählt.

### Orgel
Die Orgel wurde 1895 von Matthäus Mauracher II erbaut. Sie besitzt 18 Register auf zwei Manualen und Pedal. Eine Restaurierung erfolgte 1999.

### Seitenaltar der Hl. Maria von Altenmarkt
Die Verehrung dieser Marienstatue war der ursprüngliche Anlass für die Entstehung von Wies als Wallfahrtsort. Sie wurde im Auftrag von Schwester Seraphina Eberlin, einer Klarissin aus dem damaligen Klarissenkloster im Paradeishof in Graz, schon vor deren Ordenseintritt 1687 geschnitzt und von ihr durch Berührung mit der Gnadenstatue von Mariazell geweiht („angerührt“). Eine Mitschwester, Ottilie Traunsteiner, ließ die Statue 1741 in die damalige Pfarrkirche zum Hl. Veit in Altenmarkt bringen. Ihr Bruder Georg Ernst war später Pfarrer dieser Kirche und förderte die Verehrung der Statue. Einer seiner Nachfolger, der Pfarrer Traunsteiner, verfasste ein Wunderbuch, in welchem 25 Wunder gesammelt waren, die man der Marienstatue zuschrieb. Die letzte Eintragung dazu stammt aus 1760. Wunder wurden auch später gemeldet, sie wurden aber dem Wirken des Gegeißelten Heilands zugeschrieben, nicht mehr jenem von Maria. Für Maria wurde in der neu errichteten Wieser Kirche, die dem ebenfalls als wundertätig angesehenen Gegeißelten Heiland von Wies gewidmet war, ein Seitenaltar geweiht und die Statue dort aufgestellt. In ihm wurden Reliquien der heiligen Märtyrer Valentin, Emeritanus und Peregrinus eingesetzt.